# لينسي شارب
لينسي شارب (بالإنجليزية: Lynsey Sharp) هي عداءة مسافات متوسطة بريطانية اسكتلندية ولدت في يوم 11 يوليو 1990 في مدينة دمفريز في اسكتلندا. أبرز انجازاتها هو فوزها بالميدالية الذهبية في بطولة أوروبا لألعاب القوى 2012 في هلسنكي في سباق 800 متر، وفازت بالميدالية الفضية في بطولة أوروبا لألعاب القوى 2014 في زيورخ.